# افسانه خنجر زدن از پشت

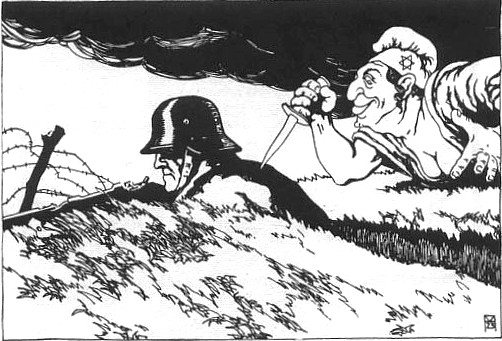
تصویری از یک کارت پستال اتریشی ۱۹۱۹ که کاریکاتور یهودیان را نشان می‌دهد که با خنجر به ارتش آلمان (امپراتوری آلمان) از پشت خنجر می‌زند. در تسلیم قدرت‌های مرکزی، مردم غیر وطن‌پرست، سوسیالیست‌ها، بلشویکها، جمهوری وایمار و به‌ویژه یهودیان مقصر دانسته شدند.

اسطوره خنجر زدن از پشت (آلمانی: Dolchstoßlegende) تئوری توطئه یهودستیزانه‌ای بود که به‌طور گسترده‌ای باور شد و پس از سال ۱۹۱۸ در محافل دست راستی آلمان منتشر شد. اعتقاد بر این بود که ارتش آلمان در جنگ جهانی اول در میدان نبرد شکست نخورد، بلکه در عوض توسط غیرنظامیان در جبهه داخلی، به ویژه یهودیان، سوسیالیست‌های انقلابی که اعتصابات و ناآرامی‌های کارگری را برانگیختند و دیگر سیاستمداران جمهوری‌خواه که دودمان هوهن‌تسولرن را در انقلاب ۱۹۱۸–۱۹۱۹ آلمان سرنگون کرده بودند، خیانت کردند. طرفداران این اسطوره رهبران دولت آلمان را که در ۱۱ نوامبر ۱۹۱۸ آتش‌بس را امضا کرده بودند به عنوان «جنایتکاران نوامبر» (به آلمانی: Novemberverbrecher) محکوم کردند آن را خائن به سرزمین پدری نامید.